# Aberg-Herrengraben
Das Naturschutzgebiet Aberg-Herrengraben liegt auf dem Gebiet der Gemeinde Kalletal im Kreis Lippe in Nordrhein-Westfalen. Das Gebiet grenzt teils direkt an das Landschaftsschutzgebiet Weseraue.

## Lage
Das Gebiet erstreckt sich südöstlich von Erder und nördlich und nordwestlich von Varenholz – beide Ortsteile der Gemeinde Kalletal, entlang des Herrengrabens, eines linken Zuflusses der Weser, die am nordwestlichen Rand des Gebietes fließt. Am südwestlichen Rand verläuft die Landesstraße 781, nördlich und östlich verläuft die Landesgrenze zu Niedersachsen.

## Bedeutung
Das etwa 107,8 Hektar große Gebiet mit der Schlüssel-Nummer LIP-013 steht seit dem Jahr 1995 unter Naturschutz. Schutzziel ist die Erhaltung und Entwicklung eines strukturreichen Weserauenabschnittes mit bewaldeter Hangkante.